# Renato Andrade (político)
Renato Barbosa de Andrade, conhecido como Renato Andrade (Ribeirão Preto, 12 de março de 1971) é produtor rural e político brasileiro. Filiado ao Partido Social Democrático (PSD), foi deputado federal por Minas Gerais. Formado em Geografia. 

## Vida pessoal
Nasceu em Ribeirão Preto, São Paulo, em 1971. Mas foi criado na cidade de Passos, Minas Gerais, município de origem de toda a sua família e onde reside até hoje.  

## Trajetória política
Iniciou sua carreira política em Passos, Minas Gerais, ao lado do pai, o líder ruralista Jonnes Andrade, à frente do Sindicato dos Produtores Rurais de Passos, que fundou a Assul (Associação dos Sindicatos Rurais do Sul de Minas). 
Renato Andrade disputou pela primeira vez uma eleição em 2004, pelo Partido Progressista (PP), e foi eleito vereador em Passos na legislatura 2005/2008. Sendo reeleito na eleição seguinte (2009/2012). Estando ainda em seu segundo mandato como vereador, lançou-se candidato a Deputado Federal em 2010.
Após a sua primeira disputa por um cargo eletivo na esfera federal, ocupou a vaga de Subsecretário de Política Urbana na Secretaria de Estado de Desenvolvimento Regional e Política Urbana (Sedru) em Minas Gerais, no Governo de Antônio Anastasia, entre os anos 2011 e 2013.
Assumindo o mandato de Deputado Federal pela primeira vez na Legislatura 2013-2015. Renato Andrade atuou no Congresso como membro titular na Comissão de Constituição e Justiça e Cidadania; Comissão de Turismo, na Comissão Especial do Novo Marco Regulatório do Minério Brasileiro e na Comissão de Finanças e Tributação. Foi autor do plebiscito da redução da maioridade penal. Participou ainda do parlamento do MERCOSUL, entre os anos de 2013 e 2014. 
Foi candidato a deputado federal em 2014, para a 55.ª legislatura (2015-2019), pelo PP. Eleito como suplente, assumiu com a renúncia de Odelmo Leão. Atuou como membro titular na Comissão de Minas e Energia (CME), na Comissão Externa destinada a acompanhar a situação hídrica dos municípios de Minas Gerais, na Comissão do Esporte (CESPO) e na Subcomissão Permanente de Futebol Brasileiro. Em abril de 2017 votou contra a Reforma Trabalhista. Em agosto de 2017 votou contra o processo em que se pedia abertura de investigação do então Presidente Michel Temer, ajudando a arquivar a denúncia do Ministério Público Federal, que posteriormente foi absolvido pelo STF. 

Em menos de um ano de mandato, Renato Andrade ganhou destaque no Congresso Nacional ficando entre os 10 melhores parlamentares de Minas Gerais. No ranking nacional, Renato aparece entre os 100 mais bem avaliados e ficha limpa do Brasil, segundo a consulta popular realizada pelo Prêmio Congresso em Foco, ocupando a 64ª posição. Só foram agraciados congressistas que não respondem a acusações criminais no Supremo Tribunal Federal (STF). 